# 兒玉愛二郎
兒玉 愛二郎（こだま あいじろう）は、江戸時代後期の長州藩士、明治期の宮内官僚。長州の俗論党で井上聞多襲撃犯の一人。のちに和解し、新政府に出仕した。

## 生涯
天保11年（1840年）、長門国萩（現・山口県萩市）で生まれる。実父は寺内彌次右衛門道貫（長州藩大組士、二百十石七斗）。児玉家へ養子入り。幕府への恭順を主張する佐幕派に属す。
元治元年（1864年）9月25日、袖解橋（現・山口県山口市三和町）近くの路上において、中井栄次郎・周布藤吾・有地熊之允・山田春蔵らと共にいたところ、井上聞多と遭遇。かねてから井上の思想（武備恭順）を憎んでいた児玉ら一行は、そのまま井上を襲撃して重傷を負わせた（袖解橋の変）。
長州藩選鋒隊士として、俗論派の藩政府とともに奇兵隊などと大田絵堂で戦闘。
選鋒隊が解散後、精鋭隊へ入隊。精鋭隊として幕府の第二次長州征討で、石州口で戦闘。
戊辰戦争では干城隊士として北越戦争に従軍。
維新後、新政府が御親兵を創設する際に、長州藩の近衛兵隊長として東京入り。この時、長州まで御親兵を迎えに帰郷した井上聞多と面会したが、自身が襲撃犯の一員であることを井上には告白しなかった（後年、明治17年（1884年）以降になってから襲撃時の刀を添えた告白書を井上に送って打ち明けており、井上はそれに対して「政治上の意見の相違であって私怨では何とも思っていない」と兒玉のことを許した）。
帰郷後、山口藩（県）庁に出仕。面会後、井上と親しくなり、井上によって新政府に推挙され、明治5年（1872年）1月、宮内小丞に任官する。
明治天皇の西国行幸に供奉（随幸私記を残す）。
明治8年（1875年）宮内権大丞に任命。明治15年（1882年）、宮内権大書記官に任命。明治21年（1888年）大膳大夫を兼任。明治22年（1889年）宮内省図書頭。明治23年（1890年）勲三等瑞宝章を受章。明治28年（1895年）7月24日、宮内省図書頭を辞職。同年7月26日に錦鶏間祗候を命じられ、明治37年（1904年）6月24日に免じられた。同日、従三位に叙任。
昭和5年（1930年）2月13日死去。享年91。